# Akram Bouras
Akram Bouras (en arabe : أكرم بوراس), est un footballeur algérien né le 23 février 2002 à Sétif. Il évolue au poste de Milieu de terrain au MC Alger.

## Biographie
En août 2024 Bouras quitte le CR Belouizdad et signe pour 3 ans au MC Alger.

## Statistiques

### En club
| Saison                | Club                  | Championnat           | Championnat | Championnat | Championnat | Coupe(s) nationale(s) | Coupe(s) nationale(s) | Coupe(s) nationale(s) | Supercoupe | Supercoupe | Supercoupe | Compétition(s) continentale(s) | Compétition(s) continentale(s) | Compétition(s) continentale(s) | Compétition(s) continentale(s) | Autres compétitions | Autres compétitions | Autres compétitions | Autres compétitions | Total | Total | Total |
| Saison                | Club                  | Division              | M.          | B.          | P.d.        | M.                    | B.                    | P.d.                  | M.         | B.         | P.d.       | Comp.                          | M.                             | B.                             | P.d.                           | Comp.               | M.                  | B.                  | P.d.                | M.    | B.    | P.d.  |
| 2020-2021             | CR Belouizdad         | Ligue 1               | 12          | 0           | 0           | -                     | -                     | -                     | -          | -          | -          | -                              | -                              | -                              | -                              | -                   | -                   | -                   | -                   | 12    | 0     | 0     |
| 2021-2022             | CR Belouizdad         | Ligue 1               | 16          | 1           | 1           | -                     | -                     | -                     | -          | -          | -          | CAF                            | 5                              | 0                              | 0                              | -                   | -                   | -                   | -                   | 21    | 1     | 1     |
| 2022-2023             | CR Belouizdad         | Ligue 1               | 16          | 3           | 4           | 3                     | 0                     | 0                     | -          | -          | -          | CAF                            | 7                              | 0                              | 1                              | -                   | -                   | -                   | -                   | 26    | 3     | 5     |
| 2023-2024             | CR Belouizdad         | Ligue 1               | 22          | 2           | 3           | 6                     | 0                     | 1                     | -          | -          | -          | CAF                            | 7                              | 0                              | 1                              | UAFA                | 2                   | 0                   | 0                   | 37    | 2     | 5     |
| Sous-total            | Sous-total            | Sous-total            | 66          | 6           | 8           | 9                     | 0                     | 1                     | -          | -          | -          | -                              | 19                             | 0                              | 2                              | -                   | 2                   | 0                   | 0                   | 96    | 6     | 11    |
| 2024-2025             | MC Alger              | Ligue 1               | 28          | 3           | 2           | 1                     | 0                     | 0                     | 1          | 0          | 0          | CAF                            | 8                              | 1                              | 0                              | -                   | -                   | -                   | -                   | 38    | 4     | 2     |
| Total sur la carrière | Total sur la carrière | Total sur la carrière | 94          | 9           | 10          | 9                     | 0                     | 1                     | 1          | 0          | 0          | -                              | 27                             | 1                              | 2                              | -                   | 2                   | 0                   | 0                   | 133   | 10    | 13    |

## Palmarès

### Palmarès en club
| CR Belouizdad (4) | MC Alger (2)                                                                      |
| --- | --------------------------------------------------------------------------------- |
| - Ligue 1 (3) : - Champion : 2021, 2022 et 2023 - Vice-champion : 2024 - Coupe d'Algérie (1) : - Vainqueur : 2024 - Finaliste : 2023 | - Ligue 1 (1) : - Champion : 2025 - Supercoupe d'Algérie (1) : - Vainqueur : 2024 |